# Símbolos de Tequixquiac

Bandera municipal de Tequixquiac acompañada con la bandera nacional y la bandera estatal.

Los Símbolos de Tequixquiac, son el emblema representativo de este municipio del estado de México. La imagen de estos símbolos están representados por el escudo de armas o glifo topónimo prehispánico de Tequixquiac; otro símbolo del municipio es la bandera municipal, adoptada oficialmente en el año 2019. El Hueso Sacro de Tequixquiac, pieza de arte prehistórico encontrado en el Tajo de Tequixquiac, se ha convertido en un símbolo popular de este municipio, la imagen de dicha pieza prehistórica es utilizada por los lugareños como símbolo de identidad local.

## Escudo
En el escudo de Tequixquiac se representa la imagen de un canal de agua, con tequesquite y dos volutas de agua. Oficialmente el glifo topónimo del pueblo de Tequixquiac fue autorizado como escudo municipal, es el primer símbolo que adquiere el municipio, este fue estilizado y formalizado bajo los lineamientos del gobierno del estado (sin pigmentos y con líneas más definidas) para uso de membrete oficial y sello de todo documento remitido dentro de municipio, este glifo es llamado también el escudo municipal, el capítulo 3 del Bando municipal describe las características de dicho emblema.
El origen de la palabra Tequixquiac se remonta al periodo prehispánico, su traducción deriva del náhuatl, significa "Lugar de aguas tequesquitosas" y proviene de los vocablos nahuas; Tequixquitl = Tequesquite, Atl = Agua y Co = En.

### Historia

Escudo de Tequixquiac.

Siendo Santiago Tequixquiac, una de las localidades más antiguas de Mesoamérica, esta ha tenido representación gráfica de la toponimia en diversos códices del periodo colonial español. El emblema más antiguo del municipio es un símbolo heráldico de un ahuizote que alude al monarca Ahuitzotl, apareció esculpido en la torre de la parroquia de Santiago Apóstol, conjuntamente con el escudo de armas del gobierno de Castilla.
Históricamente el municipio carecía de símbolos propios oficiales; durante un programa estatal, en el año de 1986, Tequixquiac adopta un glifo o membrete oficial, en alusión al nombre náhuatl del municipio, para uso oficial; el glifo está representado por un corte de un canal con la forma de un tequexquite sin pigmentos, símbolo extraído del códice de tributos.
En 2003, durante el gobierno del profesor José Rafael Pérez Martínez, el glifo del Códice Mendocino adopta los pigmentos de la representación antigua de dicho códice, ya que el propio alcalde realizó los estudios pertinentes del origen prehispánico del símbolo municipal y de la cabecera municipal.

### Topónimos históricos

Glifo de la Matrícula de Tributos; Códice Mendocino, 1520-1530.
Glifo de Ahuítzotl; usado como escudo municipal.
Estilización de Glifo topónimo; Escudo Municipal, 2020.

## Bandera
El municipio de Tequixquiac, es la primera alcaldía del estado de México que adopta una bandera municipal de forma oficial como un símbolo más. El capítulo 3, fracción 10, aprueba a partir del 31 de enero de 2017, el uso oficial de la bandera municipal de Tequixquiac, la cual contempla las mismas dimensiones de la bandera nacional, el verde representa los campos de cultivo, el blanco la paz y tranquilidad, y el azul el agua y los manantiales; al centro se ubica el escudo municipal o glifo topónimo del municipio; es el segundo símbolo que adopta el municipio.

### Historia

Primer bandera de Tequixquiac.

El 25 de julio de 2011 apareció la primera bandera del municipio con motivo del aniversario de Santiago Apóstol.
El autor se inspiró en el diseño de la forma de la bandera nacional, con los colores verde claro, blanco y azul que evocan al pueblo otomí o nhähñu, pueblo originario de este lugar, el agua, los campos de cultivo y la paz. Conjuntamente con el cronista municipal, José Gerardo Martínez García, inicia la gestión legal de oficializar la bandera municipal con el ayuntamiento en curso.
El 29 de noviembre de 2016, con motivo de la celebración de la fundación del municipio de Tequixquiac, se hace oficial el abanderamiento del municipio en la plaza principal de la cabecera como primer municipio del estado de México en tener una enseña. El 31 de enero de 2017, el cabildo municipal avaló en el bando de policía y buen gobierno la legislación correspondiente a la bandera y los símbolos municipales.
| Evolución de la Bandera de Tequixquiac |                         | |
| Años                                   | Bandera Municipal       | Información relevante |
| 2011                                   | Bandera de Tequixquiac. | (4:7) Primera Bandera del municipio de Tequixquiac con el escudo al centro y un mote del nombre del municipio en oro. El 25 de julio de 2011, sin uso oficial. También se considera una variante de la bandera de Tequixquiac. |
| desde 2017                             | Bandera de Tequixquiac. | (4:7) Primera Bandera del municipio de Tequixquiac con el escudo al centro sin pigmetación. El 31 de enero de 2017, el cabildo municipal oficializa el pendón.                                                                 |
| 2019                                   | Bandera de México.      | (4:7) Segundo variante de la bandera de Tequixquiac. |

## Otros símbolos
Los símbolos más importantes de Tequixquiac son la Parroquia de Santiago Apóstol (Tequixquiac) y Hornos de Cal, monumentos emblemáticos e hitos de referencia.
Entre los símbolos representativos está el Hueso Sacro de Tequixquiac.